# Benny Meroff
Benny Meroff (* ca. 1901; † 1973) war ein US-amerikanischer Musiker (Violine, Klarinette, Saxophon) Bandleader im Bereich des Swing und der Populären Musik.

## Leben
Benny Meroff  war im Laufe seiner Karriere zumeist als Bühnenmusiker aktiv; er arbeitete daneben Ende der 1920er-Jahre und in den 30er-Jahren mit eigenen Tanzbands, in denen u. a. auch  Vernon Brown, Frank Teschemacher und Wild Bill Davison spielten. Meroff fungierte in seinen Show-Truppen als talentierter MC; seine Bands spielten vorwiegend im Chicagoer Raum. Ab Mitte der 1930er- und in den 40er-Jahren trat Meroff mit seinem Orchester auch in New Yorker Hotels und Theatern auf. Ende der 1940er-Jahre zog er sich weitgehend aus dem Musikgeschäft zurück; schließlich löste er die Band ganz auf. Er starb 1973 im Alter von 72 Jahren.
Erkennungsmelodie seines Orchesters war der von ihm komponierte Titel „Diane“. Meroff schrieb außerdem  „What's the use of Cryin’ the Blues?“ und „Wherever You Go“. Er nahm für die Label Okeh, Victor und Columbia auf.

## Diskografie
- Benny Meroff & His Orchestra; featuring Frankie Trumbauer's Augmented Orchestra. In: Bix Beiderbecke, Vol. 1 - Singin' the Blues (Columbia).